# Llista de recessions
Aquest és un llistat de les recessions econòmiques més importants que ha patit el capitalisme. Totes les dates són aproximades, ja que d'una banda és difícil delimitar exactament el començament i el final d'una recessió i d'altra banda una mateixa recessió comença i acaba en dates diferents a diferents països.
Abans que al segle xix es comencés la recollida de dades estadístiques sobre les principals variables econòmiques és difícil de datar les recessions econòmiques però abans de la revolució industrial els períodes de crisi coincidien amb les males collites agrícoles.
- Crisi de 1837 - 1837 a 1843, una forta caiguda de l'economia nord-americana causada per nombroses fallides de bancs i una caiguda molt forta de la confiança en el paper moneda.
- Crisi de 1857 - 1857 a 1860, la fallida d'Ohio Life Insurance and Trust Co. feu explotar la bombolla especulativa (fonamentalment per part dels capitals europeus) dels ferrocarrils nord-americans i una pèrdua de confiança en el sistema bancari nord-americà.
- Crisi 1873 - problemes econòmics a Europa a causa de la fallida de Jay Cooke & Company, el banc més important dels Estats Units fent explotar la bombolla especulativa post-Guerra Civil Americana.
- Llarga Depressió - 1873 a 1896, comença amb el col·lapse de la Borsa de Viena i s'expandeix a tot el món.
- Crisi de 1893 - 1873 a 1896, fallida de Reading Railroad i la retirada de les inversions europees porten a un col·lapse borsari i bancari.
- Crisi de 1907 - La caiguda de les accions de Knickerbocker Trust Company (22 d'octubre de 1907 comença una successió d'esdeveniments que han van portar a una depressió als Estats Units.
- Recessió post-Primera Guerra Mundial - marcada per una hiperinflació a Europa i sobreproducció a nord Amèrica. Fou una recessió molt profunda però molt breu.
- Gran Depressió - 1929 a dècada de 1930, un crack borsari, col·lapse bancari i una crisi de sobreproducció als Estats Units que s'escampà ràpidament causant una recessió mundial, incloent una segona crisi (1937-1938) quan l'economia mundial ja estava recuperant-se.
- Recessió de 1973-1975, la pujada de preus del petroli pactada per l'OPEP combinada amb l'alt dèficit públic dels Estats Units a causa de la Guerra del Vietnam portaren a una situació d'estagflació.
- Crisi energètica de 1979 - 1979 a 1980, la revolució iraniana feu incrementar fortament el preu del petroli.
- Recessió de principis dels vuitanta - 1982 a 1983, causada per l'estricta política monetària dels Estats Units per a controlar la inflació i una correcció de la sobreproducció que es produí la dècada anterior.
- Recessió de finals dels vuitanta - 1987 principis dels noranta, col·lapse del mercat de bons i crisi borsària als Estats Units.
- Recessió japonesa - 1991 fins ara, problemes estructurals de l'economia japonesa aturen el que en el seu dia fou un creixement astronòmic.
- Crisi asiàtica - 1997, col·lapse del Thai tailandès que ràpidament contagia les principals economies asiàtiques.
- Recessió any 2000, col·lapse de la Bombolla .com contribueix a una contracció de l'economia nord-americana.
- Crisi de finals de la dècada del 2000
- Recessió per la pandèmia de COVID-19. Els mercats borsaris van col·lapsar a principi de 2020,[1] l'atur es va disparar en les principals economies i l'activitat econòmica es va reduir significativament. Davant d'aquest escenari, els Bancs Centrals van reaccionar baixant les taxes d'interès i duent a terme operacions en el mercat obert, buscant augmentar la liquiditat, i en 2021 a major part de les economies mundials van començar a patir un augment generalitzat i sostingut dels preus dels béns i serveis,[2] un augment en la pobresa a nivell mundial i massives manifestacions en alguns països.[3]